# یکای بین‌المللی
یکای بین‌المللی یا واحد بین‌المللی (اختصاری IU)، یکای اندازه‌گیری مقدار ماده در داروشناسی است. اندازه واحد بین‌المللی (جرم یا حجم) بسته به نوع ماده مورد اندازه‌گیری متفاوت است و مبتنی بر کنش زیستی و اثر می‌باشد و برای مقایسه آسانتر میان مواد مورد استفاده قرار می‌گیرد.

## اندازه یکای بین‌المللی IU بر حسب گرم
- ویتامین آ: ۱ یکای بین‌المللی، هم‌ارز زیستی ۰٫۳ میکروگرم رتینول، یا ۰٫۶ میکروگرم کاروتن بتا است.[۱][۲]
- ویتامین ث: ۱ یکای بین‌المللی برابر ۵۰ میکروگرم L-اسکوربیک اسید است.
- ویتامین د: ۱ یکای بین‌المللی، هم ارز زیستی ۰٫۰۲۵ میکروگرم کلکلسیفرول/ارگوکالسیفرول است.
- ویتامین ای: ۱ یکای بین‌المللی هم‌ارز زیستی دوسوم (تقریباً ۰٫۶۶۷) میلی‌گرم از دی-آلفا-توکوفرول است.[۳][۴]
- انسولین: ۱ یکای بین‌المللی برابر ۰٫۰۳۴۷ میلی‌گرم از انسولین انسان است. (۲۸٫۸ IU/mg)